# Władysław Zapałowski
Władysław Zapałowski (ur. 13 października 1839 w Żarnowie, zm. 1923) – powstaniec styczniowy, weteran powstania w pierwszych latach II Rzeczypospolitej.

## Życiorys
Władysław Zapałowski uczył się w gimnazjum w Piotrkowie Trybunalskim. Po jego ukończeniu w 1858 roku zajął się prowadzeniem gospodarstwa. Jeszcze przed ogłoszeniem styczniowej branki do armii carskiej był członkiem organizacji cywilnej województwa sandomierskiego. Po upadku dyktatury Mariana Langiewicza, generał Józef Hauke-Bosak, naczelnik wojenny województw krakowskiego i sandomierskiego oraz ks. kanonik Kacper Kotkowski, komisarz cywilny Rządu Narodowego województwa sandomierskiego, mianowali Zapałowskiego rewidentem organizacji cywilnej i wojskowej na obydwa województwa. 1 marca 1864 roku na skutek donosu został aresztowany podczas pełnienia swoich obowiązków. Był więziony w Radomiu, potem w Cytadeli Warszawskiej, gdzie skazano go na zesłanie do Rosji, podobnie jak 15 innych mieszkańców Kunowa, na czele z burmistrzem Jakubem Kuczyńskim i ks. proboszczem Janem Chryzostomem Dąbrowskim.
Został zesłany do Komi. Do kraju powrócił po amnestii w 1869 roku, wziął w dzierżawę należące do generała Krudenera majątki Rzepin oraz Pawłów, wkrótce jednak je stracił. W 1888 osiadł z rodziną w Warszawie.
Pracował w Towarzystwie Akcyjnym Fabryki Mebli Giętych „Wojciechów” i pisał swój obejmujący lata 1863–1870 pamiętnik z czasów powstania oraz zesłania („Pamiętniki z roku 1863–1870” wydane w Wilnie w 1913 roku). Był również korespondentem czasopism: „Wiek”, „Gazeta Radomska”, „Niwa”, „Tygodnik Ilustrowany”, „Słowo i Wiek”, „Goniec”, „Sztandar” i „Ziarno”. Publikował tam m.in. swoje „Wędrówki po ziemi sandomierskiej” i „Obrazki historyczne”, które również sam ilustrował.
Od co najmniej 1916 roku uczestniczył w kolejnych obchodach rocznic powstania styczniowego w Warszawie, w tym 5 sierpnia 1916 roku. W 1919 roku uczestniczył w zjeździe delegatów Stowarzyszeń Weteranów roku 1863 w Zamku Królewskim w Warszawie.
Dekretem z 5 sierpnia 1921 został odznaczony Krzyżem Oficerskim Orderu Odrodzenia Polski.

## Życie rodzinne
Władysław Zapałowski był synem odznaczonego krzyżem Virtuti Militari weterana powstania listopadowego, majora Jana Zapałowskiego. W 1860 roku ożenił się z Wandą Janecką, córką ziemianina z okolic Sandomierza. Osiedli w Szeligach, a następnie w Kunowie. Mieli co najmniej ośmioro dzieci, w tym późniejszego pierwszego powojennego burmistrza Ostrowca Świętokrzyskiego Kazimierza Zapałowskiego.